# 귀욤 르메이-티비지

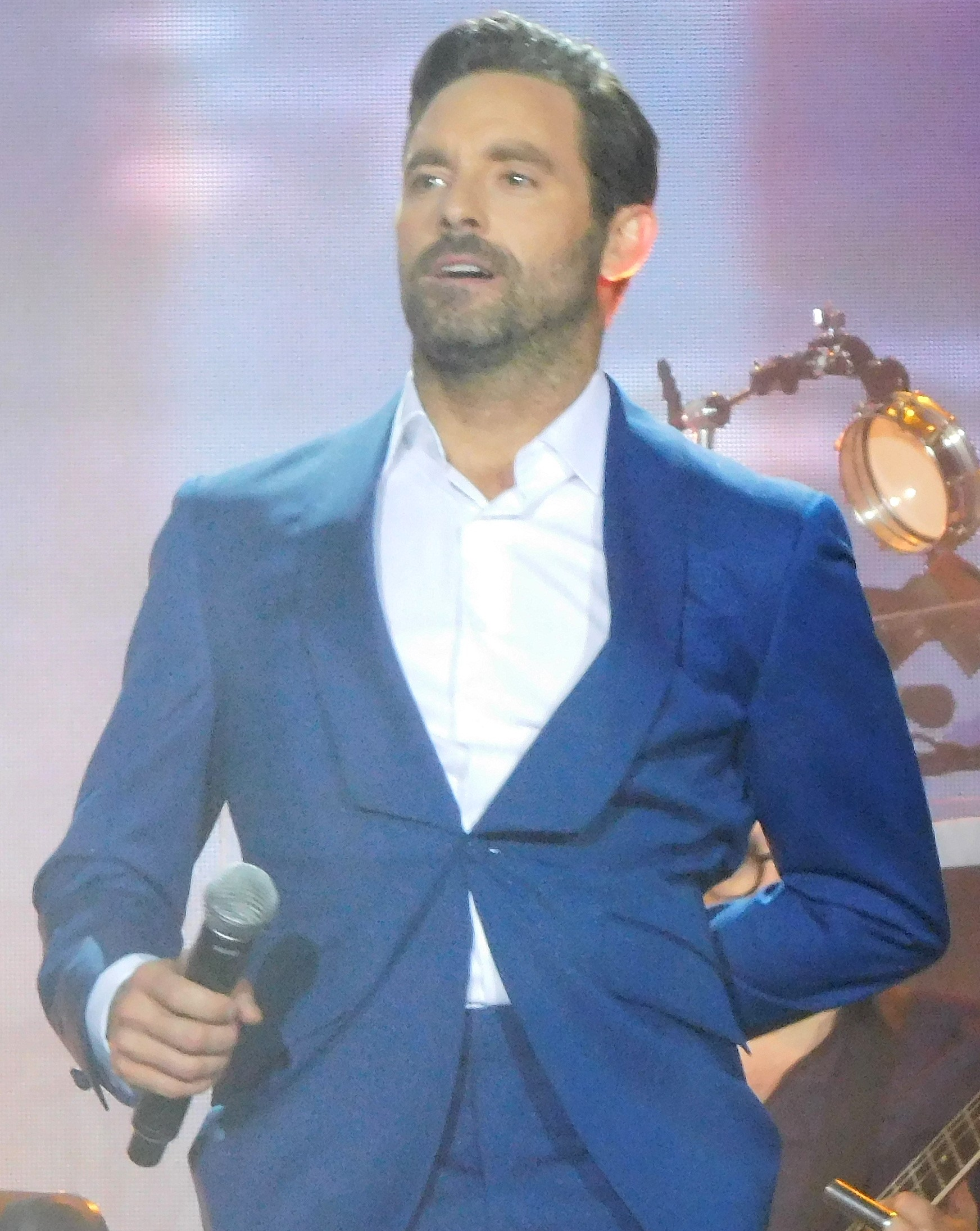

귀욤 르메이-티비지(Guillaume Lemay-Thivierge, 1976년 2월 28일 ~ )는 캐나다의 배우, 영화배우, 텔레비전 배우이다.

## 영화
- 니트로 러쉬 (2016년) - 맥스 역
- 우드스탁 가는 길 (2011년)
- 더 헤어 오브 더 비스트 (2010년)
- 삼형제 (2007년)
- 니트로 (2007년) - 맥스 역
- 스파이메이트 (2006년) - 플라이 역
- 더러운 전쟁 (2001년)
- 디바의 크리스마스 캐롤 (2000년)
- 루이의 리얼리티쇼 (1994년)
- 플로리다 플로리다 (1993년)
- 유쾌한 은행털이 (1985년)